# Топалу (комуна)
Топалу (рум. Topalu) — комуна у повіті Констанца в Румунії. До складу комуни входять такі села (дані про населення за 2002 рік):
- Капідава (126 осіб)
- Топалу (1825 осіб) — адміністративний центр комуни

Комуна розташована на відстані 154 км на схід від Бухареста, 62 км на північний захід від Констанци, 98 км на південь від Галаца.

## Населення
За даними перепису населення 2002 року у комуні проживала 1951 особа.
Національний склад населення комуни:
| Національність   | Кількість осіб | Відсоток |
| ---------------- | -------------- | -------- |
| румуни           | 1943           | 99,6%    |
| росіяни-липовани | 6              | 0,3%     |
| татари           | 1              | 0,1%     |
| греки            | 1              | 0,1%     |

Рідною мовою назвали:
| Мова      | Кількість осіб | Відсоток |
| --------- | -------------- | -------- |
| румунська | 1948           | 99,8%    |
| російська | 3              | 0,2%     |

Склад населення комуни за віросповіданням:
| Релігія     | Кількість осіб | Відсоток |
| ----------- | -------------- | -------- |
| православні | 1948           | 99,8%    |
| баптисти    | 1              | 0,1%     |
| мусульмани  | 1              | 0,1%     |